# Athlītikī Enōsis Kōnstantinoupoleōs 2021-2022
Questa voce raccoglie le informazioni riguardanti l'AEK Atene nelle competizioni ufficiali della stagione 2021-2022.

## Maglie e sponsor
Il fornitore tecnico per la stagione 2021-2022 è Nike, mentre lo sponsor ufficiale è Pame Stoixima.
| 1ª divisa | 2ª divisa | 3ª divisa |

## Rosa
| N. |                              | Ruolo | Calciatore           |
| -- | ---------------------------- | ----- | -------------------- |
| 1  | Grecia (bandiera)            | P     | Panagiotis Tsintotas |
| 2  | Grecia (bandiera)            | D     | Michalīs Mpakakīs    |
| 3  | Iran (bandiera)              | D     | Milad Mohammadi      |
| 4  | Polonia (bandiera)           | C     | Damian Szymański     |
| 5  | Grecia (bandiera)            | D     | Stratos Svarnas      |
| 6  | Francia (bandiera)           | C     | Damien Le Tallec     |
| 7  | Marocco (bandiera)           | A     | Nordin Amrabat       |
| 8  | Portogallo (bandiera)        | C     | André Simões         |
| 9  | Trinidad e Tobago (bandiera) | A     | Levi García          |
| 10 | Iran (bandiera)              | A     | Karim Ansarifard     |
| 11 | Argentina (bandiera)         | A     | Sergio Araujo        |
| 12 | Grecia (bandiera)            | D     | Lazaros Rota         |
| 14 | Svezia (bandiera)            | C     | Alexander Fransson   |
| 15 | Slovenia (bandiera)          | D     | Žiga Laci            |
| 16 | Polonia (bandiera)           | D     | Grzegorz Krychowiak  |
| 17 | Svizzera (bandiera)          | C     | Steven Zuber         |

| N. |                                 | Ruolo | Calciatore                 |
| -- | ------------------------------- | ----- | -------------------------- |
| 19 | Francia (bandiera)              | D     | Clément Michelin           |
| 20 | Grecia (bandiera)               | C     | Petros Mantalos (capitano) |
| 21 | Bosnia ed Erzegovina (bandiera) | D     | Ognjen Vranješ             |
| 22 | Svezia (bandiera)               | A     | Muamer Tanković            |
| 23 | Serbia (bandiera)               | P     | Cican Stanković            |
| 24 | Grecia (bandiera)               | D     | Gerasimos Mītoglou         |
| 25 | Grecia (bandiera)               | C     | Kōstas Galanopoulos        |
| 26 | Iran (bandiera)                 | D     | Ehsan Hajsafi              |
| 28 | Ucraina (bandiera)              | C     | Jevhen Šachov              |
| 31 | Grecia (bandiera)               | D     | Geōrgios Tzavellas         |
| 35 | Grecia (bandiera)               | A     | Michalis Kosidis           |
| 40 | Albania (bandiera)              | D     | Mario Mitaj                |
| 63 | Grecia (bandiera)               | D     | Giorgos Kornezos           |
| 80 | Grecia (bandiera)               | C     | Georgios Moustakopoulos    |
| 88 | Svizzera (bandiera)             | C     | Darko Jevtić               |
| -- | Ucraina (bandiera)              | D     | Oleh Dančenko              |

## Calciomercato

### Sessione estiva
| Acquisti | Acquisti               | Acquisti              | Acquisti                             |
| R.       | Nome                   | da                    | Modalità                             |
| -------- | ---------------------- | --------------------- | ------------------------------------ |
| A        | Daniele Verde          | Spezia                | fine prestito                        |
| A        | Giannis Iatroudis      | Volendam              | fine prestito                        |
| A        | Miloš Deletić          | Lamia                 | fine prestito                        |
| C        | David Simão            | Moreirense            | fine prestito                        |
| D        | Michalis Bousis        | Apollōn Larissa       | fine prestito                        |
| D        | Giorgos Giannoutsos    | Episkopī              | fine prestito                        |
| D        | Konstantinos Stamoulis | Lamia                 | fine prestito                        |
| C        | Paris Babis            | Apollōn Larissa       | fine prestito                        |
| A        | Petar Karaklajić       | Stella Rossa          | fine prestito                        |
| C        | Anel Sabanadzovic      | Željezničar           | fine prestito                        |
| A        | Christos Giousis       | Panachaïkī            | fine prestito                        |
| D        | Giorgos Kornezos       | Asteras Vlachiōtī     | fine prestito                        |
| P        | Panagiotis Ginis       | Iōnikos               | fine prestito                        |
| D        | Manolis Arvanitis      | Arīs Limassol         | fine prestito                        |
| P        | Cican Stanković        | Salisburgo            | acquisto definitivo (1.15 milioni €) |
| D        | Geōrgios Tzavellas     | Alanyaspor            | acquisto definitivo (400 mila €)     |
| D        | Gerasimos Mītoglou     | Volo                  | acquisto definitivo (300 mila €)     |
| C        | Damien Le Tallec       | Montpellier           | acquisto definitivo (gratuito)       |
| A        | Sergio Araujo          | Las Palmas            | acquisto definitivo (1.46 milioni €) |
| D        | Ognjen Vranjes         | Anderlecht            | acquisto definitivo (gratuito)       |
| D        | Ehsan Hajsafi          | Sepahan               | acquisto definitivo (gratuito)       |
| D        | Clément Michelin       | Lens                  | acquisto definitivo (1 milione €)    |
| A        | Nordin Amrabat         | Al-Nassr              | acquisto definitivo (gratuito)       |
| C        | Darko Jevtić           | Rubin                 | prestito (30.6.2022)                 |
| C        | Steven Zuber           | Eintracht Francoforte | prestito (30.6.2022)                 |
| D        | Lazaros Rota           | Fortuna Sittard       | acquisto definitivo (gratuito)       |
| D        | Milad Mohammadi        | svincolato            | acquisto definitivo (gratuito)       |

| Cessioni | Cessioni                  | Cessioni           | Cessioni                             |
| R.       | Nome                      | a                  | Modalità                             |
| -------- | ------------------------- | ------------------ | ------------------------------------ |
| A        | Daniele Verde             | Spezia             | cessione definitiva (600 mila €)     |
| D        | Stauros Vasilantōnopoulos | Atromītos          | cessione definitiva (gratuita)       |
| C        | Nenad Krstičić            | Stella Rossa       | cessione definitiva (gratuita)       |
| P        | Geōrgios Athanasiadīs     | Sheriff Tiraspol   | prestito (30.6.2022)                 |
| A        | Miloš Deletić             | Anorthōsis         | prestito (30.6.2022)                 |
| D        | Dmytro Čyhryns'kyj        |                    | svincolato                           |
| A        | Giannis Iatroudis         |                    | trasferito alle giovanili            |
| P        | Vasilis Chatziemmanouil   |                    | trasferito alle giovanili            |
| D        | Michalis Bousis           |                    | trasferito alle giovanili            |
| D        | Giorgos Giannoutsos       |                    | trasferito alle giovanili            |
| C        | Anel Sabanadzovic         |                    | trasferito alle giovanili            |
| A        | Efthymis Christopoulos    |                    | trasferito alle giovanili            |
| D        | Konstantinos Stamoulis    |                    | trasferito alle giovanili            |
| C        | Paris Babis               |                    | trasferito alle giovanili            |
| A        | Petar Karaklajić          |                    | trasferito alle giovanili            |
| A        | Christos Giousis          |                    | trasferito alle giovanili            |
| P        | Panagiotis Ginis          |                    | trasferito alle giovanili            |
| D        | Giorgos Kornezos          |                    | trasferito alle giovanili            |
| D        | Manolis Arvanitis         |                    | trasferito alle giovanili            |
| D        | Ionuț Nedelcearu          | Crotone            | cessione definitiva (1,25 milioni €) |
| D        | Nassin Hnid               | Al-Sailiya         | prestito (30.6.2022)                 |
| A        | Theodosīs Machairas       | Iōnikos            | prestito (30.6.2022)                 |
| C        | Giannis Sardelis          | Panathīnaïkos      | cessione definitiva (gratuita)       |
| D        | Hélder Lopes              | Hapoel Be'er Sheva | cessione definitiva (gratuita)       |
| C        | David Simão               |                    | svincolato                           |
| A        | Chrīstos Almpanīs         | Apollōn Limassol   | prestito (30.6.2022)                 |
| D        | Vedad Radonja             |                    | trasferito alle giovanili            |

### Sessione invernale
| Acquisti | Acquisti            | Acquisti       | Acquisti             |
| R.       | Nome                | da             | Modalità             |
| -------- | ------------------- | -------------- | -------------------- |
| D        | Emanuel Insúa       | Aldosivi       | fine prestito        |
| D        | Nassim Hnid         | Al-Sailiya     | fine prestito        |
| C        | Grzegorz Krychowiak | Krasnodar      | prestito (30.6.2022) |
| C        | Alexander Fransson  | IFK Norrköping | acquisto definitivo  |

| Cessioni | Cessioni      | Cessioni        | Cessioni             |
| R.       | Nome          | a               | Modalità             |
| -------- | ------------- | --------------- | -------------------- |
| D        | Emanuel Insúa | Vélez Sarsfield | cessione definitiva  |
| D        | Oleh Dančenko | Zorja           | prestito (30.6.2023) |
| D        | Nassim Hnid   |                 | svincolato           |

## Campionato

### Classifica fase regolare
| Pos. | Squadra        | Pt | G  | V  | N | P  | GF | GS | DR  |
| ---- | -------------- | -- | -- | -- | - | -- | -- | -- | --- |
| 1.   | Olympiacos     | 65 | 26 | 20 | 5 | 1  | 47 | 14 | +33 |
| 2.   | PAOK           | 53 | 26 | 16 | 5 | 5  | 50 | 24 | +26 |
| 3.   | AEK Atene      | 46 | 26 | 14 | 4 | 8  | 42 | 28 | +14 |
| 4.   | Arīs Salonicco | 45 | 26 | 13 | 6 | 7  | 28 | 21 | +7  |
| 5.   | Panathīnaïkos  | 42 | 26 | 13 | 3 | 10 | 41 | 21 | +20 |

### Risultati Fase regolare

#### Girone di andata
| Arbitro: | Giorgos Tzovaras |

|                                           |           |  |
| Le Tallec 7’ Amrabat 62’ (rig.) Zuber 67’ | Marcatori |  |

| Arbitro: | Vasilis Fotias |

|                                  |           |                                     |
| Neira 77’ Neira 84’ Vouros 90+2’ | Marcatori | 15’ Araujo 41’ Zuber 64’ Ansarifard |

| Arbitro: | Spyros Zabalas |

|            |           |  |
| Araujo 67’ | Marcatori |  |

| Arbitro: | Paolo Valeri |

|                                  |           |                                     |
| Neira 77’ Neira 84’ Vouros 90+2’ | Marcatori | 15’ Araujo 41’ Zuber 64’ Ansarifard |

| Arbitro: | Alexandros Tsakalidis |

|            |           |                                  |
| Vergos 58’ | Marcatori | 13’ García 26’ Vranješ 83’ Zuber |

| Arbitro: | Ioannis Papadopoulos |

|                                         |           |  |
| Araujo 67’ Zuber 78’ (rig.) Vranješ 80’ | Marcatori |  |

| Arbitro: | Giorgos Tzovaras |

|                    |           |                                          |
| Vranješ 79’ (aut.) | Marcatori | 42’ Ansarifard 45+3’ Zuber 90+8’ Hajsafi |

| Arbitro: | Aristotelis Diamantopoulos |

|                                  |           |            |
| Mītoglou 16’ Mantalos 37’ (rig.) | Marcatori | 73’ García |

| Arbitro: | João Pinheiro |

|                       |           |                            |
| García 13’ Araujo 80’ | Marcatori | 41’ Iōannidīs 62’ Pamlidīs |

| Arbitro: | Fábio Veríssimo |

|                       |           |                                     |
| Araujo 15’ Araujo 79’ | Marcatori | 1’ Camara 34’ El-Arabi 70’ El-Arabi |

| Arbitro: | Dimitrios Karantonis |

|                     |           |                       |
| Erramuspe 5’ (rig.) | Marcatori | 9’ Amrabat 90’ Šachov |

| Arbitro: | Tamás Bognár |

|              |           |  |
| Szymański 2’ | Marcatori |  |

| Tripoli 11 dicembre 2021, ore 19:30 UTC+2 13ª giornata | Asteras Tripolīs     | 0 – 0 referto | AEK Atene | Stadio Theodōros Kolokotrōnīs\| Arbitro: \| Dimitrios Karantonis \| |
| Arbitro:                                               | Dimitrios Karantonis |               |           |                                                                     |

#### Girone di ritorno
| Arbitro: | Konstantinos Perrakis |

|  |           |              |
|  | Marcatori | 21’ Mantalos |

| Arbitro: | Stefanos Koubarakis |

|             |           |                       |
| Vranješ 14’ | Marcatori | 23’ Lamprou 60’ Kamau |

| Arbitro: | Aristotelis Diamantopoulos |

|  |           |                        |
|  | Marcatori | 29’ García 83’ Amrabat |

| Arbitro: | Andreas Gamaris |

|                |           |                         |
| Ansarifard 44’ | Marcatori | 79’ Karelīs 84’ Mendoza |

| Arbitro: | Efstathios Gortsilas |

|  |           |                         |
|  | Marcatori | 23’ Tzavellas 51’ Zuber |

| Arbitro: | Evaggelos Manouchos |

|            |           |                                    |
| Araujo 20’ | Marcatori | 16’ van Weert 85’ (rig.) van Weert |

| Arbitro: | Adrián Cordero Vega |

|                        |           |            |
| Ndiaye 44’ Šakić 90+5’ | Marcatori | 85’ Araujo |

| Arbitro: | Aggelos Evaggelou |

|                                 |           |  |
| Araujo 52’ Zuber 67’ Araujo 71’ | Marcatori |  |

| Arbitro: | Orel Grinfeld |

|            |           |  |
| M'Vila 84’ | Marcatori |  |

| Arbitro: | Ioannis Papadopoulos |

|                             |           |  |
| Mantalos 69’ Ansarifard 88’ | Marcatori |  |

| Arbitro: | António Nobre |

|                                             |           |  |
| Aitor 16’ (rig.) Palacios 18’ Iōannidīs 29’ | Marcatori |  |

| Arbitro: | Michael Fabbri |

|            |           |            |
| García 26’ | Marcatori | 36’ Kurtić |

| Arbitro: | Anastasios Sidiropoulos |

|                          |           |              |
| Araujo 24’ Tzavellas 81’ | Marcatori | 56’ Barrales |

### Classifica Fase finale
| Pos. | Squadra        | Pt | G  | V  | N  | P  | GF | GS | DR  |
| ---- | -------------- | -- | -- | -- | -- | -- | -- | -- | --- |
| 1.   | Olympiacos     | 83 | 36 | 25 | 8  | 3  | 62 | 26 | +36 |
| 2.   | PAOK           | 64 | 36 | 19 | 7  | 10 | 58 | 33 | +25 |
| 3.   | Arīs Salonicco | 62 | 36 | 18 | 8  | 10 | 39 | 28 | +11 |
| 4.   | Panathīnaïkos  | 61 | 36 | 18 | 7  | 11 | 52 | 26 | +26 |
| 5.   | AEK Atene      | 56 | 36 | 16 | 8  | 12 | 56 | 42 | +14 |
| 6.   | PAS Giannina   | 46 | 36 | 12 | 10 | 14 | 34 | 42 | -8  |

### Risultati Fase finale

#### Girone di andata
| Arbitro: | Nikola Dabanović |

|          |           |                      |
| Aitor 4’ | Marcatori | 45+2’ (rig.) Amrabat |

| Arbitro: | Jorgen Burhart |

|  |           |           |
|  | Marcatori | 50’ Čolak |

| Arbitro: | Aliyar Aghayev |

|              |           |               |
| Carvalho 30’ | Marcatori | 43’ Szymański |

| Arbitro: | Robert Madden |

|          |           |                     |
| Rota 28’ | Marcatori | 20’ Palma 59’ Sasha |

| Arbitro: | Evangelos Manouchos |

|                     |           |                                     |
| Perea 52’ Perea 90’ | Marcatori | 4’ Krychowiak 45+2’ Rota 69’ Araujo |

#### Girone di ritorno
| Arbitro: | Georgi Kabakov |

|           |           |             |
| Čolak 27’ | Marcatori | 15’ Amrabat |

| Amarousio 8 maggio 2022, ore 19:30 UTC+3 7ª giornata | AEK Atene | 0 – 0 referto | Panathīnaïkos | Olympiakó Stádio Spyros Louis\| Arbitro: \| Matej Jug \| |
| Arbitro:                                             | Matej Jug |               |               |                                                          |

| Arbitro: | Aristotelis Diamantopoulos |

|                                                 |           |  |
| Hajsafi 39’ Amrabat 45+5’ (rig.) Krychowiak 59’ | Marcatori |  |

| Arbitro: | Robert Madden |

|                                       |           |                             |
| Palma 78’ Mancini 85’ M. García 90+6’ | Marcatori | 53’ L. García 59’ L. García |

| Arbitro: | Danny Makkelie |

|                      |           |                                        |
| Zuber 14’ García 48’ | Marcatori | 20’ El-Arabi 69’ El-Arabi 87’ El-Arabi |

## Coppa di Grecia

### Ottavi di finale
| Arbitro: | Aristidis Vatsios |

|                                                     |           |  |
| Ansarifard 52’ Svarnas 57’ Tanković 70’ Hajsafi 74’ | Marcatori |  |

| Arbitro: | Anastasios Sidiropoulos |

|            |           |            |
| Tetteh 73’ | Marcatori | 55’ García |

### Quarti di finale
| Salonicco 19 gennaio 2022, ore 19:00 UTC+2 Quarti di finale (andata) | PAOK       | 0 – 0 referto | AEK Atene | Stadio Toumba (3127 spett.)\| Arbitro: \| István Vad \| |
| Arbitro:                                                             | István Vad |               |           |                                                         |

| Arbitro: | Andreas Ekberg |

|            |           |                            |
| Simões 83’ | Marcatori | 90+5’ Kurtić 90+7’ Mitriță |

## Europa Conference League

### Terzo turno preliminare
| Arbitro: | Nathan Verboomen |

|                        |           |                |
| Pršeš 14’ Zajmović 53’ | Marcatori | 12’ Ansarifard |

| Arbitro: | Kevin Clancy |

|                                          |                      |                                                 |
| Mantalos 90+8’                           | Marcatori            |                                                 |
| Ansarifard Tzavellas Šachov Lopes Araujo | Tiri di rigore 2 – 3 | Georgijević Brandao Vehabovic Cvijanović Zvonić |

## Statistiche

### Statistiche di squadra
| Competizione      | In casa | In casa | In casa | In casa | In casa | In casa | In trasferta | In trasferta | In trasferta | In trasferta | In trasferta | In trasferta | Totale | Totale | Totale | Totale | Totale | Totale | DR  |
| Competizione      | G       | V       | N       | P       | Gf      | Gs      | G            | V            | N            | P            | Gf           | Gs           | G      | V      | N      | P      | Gf     | Gs     | DR  |
| ----------------- | ------- | ------- | ------- | ------- | ------- | ------- | ------------ | ------------ | ------------ | ------------ | ------------ | ------------ | ------ | ------ | ------ | ------ | ------ | ------ | --- |
| Campionato        | 18      | 9       | 2       | 7       | 29      | 17      | 18           | 7            | 6            | 5            | 26           | 25           | 31     | 15     | 6      | 10     | 50     | 35     | +15 |
| Conference League | 1       | 1       | 0       | 0       | 1       | 0       | 1            | 0            | 0            | 1            | 1            | 2            | 2      | 1      | 0      | 1      | 2      | 2      | 0   |
| Coppa di Grecia   | 2       | 1       | 0       | 1       | 5       | 2       | 2            | 0            | 2            | 0            | 1            | 1            | 4      | 1      | 2      | 1      | 6      | 3      | +3  |
| Totale            | 21      | 11      | 2       | 8       | 35      | 19      | 21           | 7            | 8            | 6            | 28           | 28           | 37     | 17     | 8      | 12     | 58     | 40     | +18 |

### Statistiche individuali
| Giocatore         | Campionato | Campionato | Campionato  | Campionato | Conference League | Conference League | Conference League | Conference League | Coppa di Grecia | Coppa di Grecia | Coppa di Grecia | Coppa di Grecia | Totale   | Totale | Totale      | Totale     |
| Giocatore         | Presenze   | Reti       | Ammonizioni | Espulsioni | Presenze          | Reti              | Ammonizioni       | Espulsioni        | Presenze        | Reti            | Ammonizioni     | Espulsioni      | Presenze | Reti   | Ammonizioni | Espulsioni |
| ----------------- | ---------- | ---------- | ----------- | ---------- | ----------------- | ----------------- | ----------------- | ----------------- | --------------- | --------------- | --------------- | --------------- | -------- | ------ | ----------- | ---------- |
| N. Amrabat        | 29         | 6          | 7           | 0          | 0                 | 0                 | 0                 | 0                 | 2               | 0               | 0               | 0               | 31       | 6      | 7           | 0          |
| K. Ansarifard     | 29         | 4          | 5           | 0          | 2                 | 1                 | 0                 | 0                 | 4               | 1               | 0               | 0               | 35       | 6      | 5           | 0          |
| S. Araujo         | 27         | 12         | 1           | 0          | 2                 | 0                 | 0                 | 0                 | 2               | 0               | 0               | 0               | 31       | 12     | 1           | 0          |
| M. Mpakakīs       | 0          | 0          | 0           | 0          | 2                 | 0                 | 0                 | 0                 | 0               | 0               | 0               | 0               | 2        | 0      | 0           | 0          |
| A. Fransson       | 1          | 0          | 0           | 0          | 0                 | 0                 | 0                 | 0                 | 0               | 0               | 0               | 0               | 1        | 0      | 0           | 0          |
| K. Galanopoulos   | 1          | 0          | 0           | 0          | 0                 | 0                 | 0                 | 0                 | 0               | 0               | 0               | 0               | 1        | 0      | 0           | 0          |
| L. García         | 33         | 7          | 1           | 1          | 2                 | 0                 | 0                 | 0                 | 4               | 1               | 0               | 0               | 39       | 8      | 1           | 1          |
| E. Hajsafi        | 28         | 2          | 3           | 0          | 0                 | 0                 | 0                 | 0                 | 4               | 1               | 0               | 0               | 32       | 3      | 3           | 0          |
| D. Jevtić         | 16         | 0          | 0           | 0          | 0                 | 0                 | 0                 | 0                 | 3               | 0               | 1               | 0               | 19       | 0      | 1           | 0          |
| G. Kornezos       | 1          | 0          | 0           | 0          | 0                 | 0                 | 0                 | 0                 | 0               | 0               | 0               | 0               | 1        | 0      | 0           | 0          |
| M. Kosidis        | 0          | 0          | 0           | 0          | 0                 | 0                 | 0                 | 0                 | 1               | 0               | 0               | 0               | 1        | 0      | 0           | 0          |
| G. Krychowiak     | 9          | 2          | 3           | 0          | 0                 | 0                 | 0                 | 0                 | 0               | 0               | 0               | 0               | 9        | 2      | 3           | 0          |
| Ž. Laci           | 0          | 0          | 0           | 0          | 0                 | 0                 | 0                 | 0                 | 1               | 0               | 0               | 0               | 1        | 0      | 0           | 0          |
| D. Le Tallec      | 24         | 1          | 7           | 0          | 2                 | 0                 | 1                 | 0                 | 4               | 0               | 0               | 0               | 30       | 1      | 8           | 0          |
| P. Mantalos       | 31         | 3          | 9           | 0          | 2                 | 1                 | 1                 | 0                 | 0               | 0               | 0               | 0               | 33       | 4      | 10          | 0          |
| C. Michelin       | 23         | 0          | 2           | 0          | 0                 | 0                 | 0                 | 0                 | 1               | 0               | 0               | 0               | 24       | 0      | 2           | 0          |
| M. Mitaj          | 1          | 0          | 0           | 0          | 2                 | 0                 | 1                 | 0                 | 0               | 0               | 0               | 0               | 3        | 0      | 1           | 0          |
| G. Mītoglou       | 23         | 1          | 2           | 1          | 0                 | 0                 | 0                 | 0                 | 3               | 0               | 2               | 0               | 26       | 1      | 4           | 1          |
| M. Mohammadi      | 25         | 0          | 3           | 1          | 0                 | 0                 | 0                 | 0                 | 3               | 0               | 0               | 0               | 28       | 0      | 3           | 1          |
| G. Moustakopoulos | 1          | 0          | 0           | 0          | 0                 | 0                 | 0                 | 0                 | 0               | 0               | 0               | 0               | 1        | 0      | 0           | 0          |
| L. Rota           | 23         | 2          | 8           | 0          | 0                 | 0                 | 0                 | 0                 | 4               | 0               | 1               | 0               | 27       | 2      | 9           | 0          |
| J.J. Šachov       | 23         | 1          | 3           | 0          | 2                 | 0                 | 2                 | 0                 | 1               | 0               | 0               | 0               | 26       | 1      | 5           | 0          |
| A. Simões         | 21         | 0          | 9           | 0          | 0                 | 0                 | 0                 | 0                 | 2               | 1               | 1               | 0               | 23       | 1      | 10          | 0          |
| C. Stanković      | 22         | -28        | 0           | 0          | 1                 | 0                 | 0                 | 0                 | 0               | 0               | 0               | 0               | 23       | -28    | 0           | 0          |
| S. Svarnas        | 9          | 0          | 1           | 0          | 2                 | 0                 | 0                 | 0                 | 3               | 1               | 0               | 0               | 14       | 1      | 1           | 0          |
| D. Szymański      | 32         | 2          | 9           | 0          | 2                 | 0                 | 1                 | 0                 | 3               | 0               | 0               | 0               | 37       | 2      | 10          | 0          |
| M. Tanković       | 18         | 0          | 1           | 0          | 2                 | 0                 | 0                 | 0                 | 2               | 1               | 0               | 0               | 22       | 1      | 1           | 0          |
| P. Tsintōtas      | 13         | -14        | 0           | 0          | 1                 | -2                | 0                 | 0                 | 4               | -3              | 1               | 0               | 18       | -19    | 1           | 0          |
| G. Tzavellas      | 28         | 2          | 6           | 0          | 2                 | 0                 | 0                 | 0                 | 3               | 0               | 1               | 0               | 33       | 2      | 7           | 0          |
| O. Vranješ        | 22         | 3          | 7           | 0          | 1                 | 0                 | 1                 | 0                 | 0               | 0               | 0               | 0               | 23       | 3      | 8           | 0          |
| S. Zuber          | 35         | 8          | 1           | 0          | 0                 | 0                 | 0                 | 0                 | 3               | 0               | 0               | 0               | 38       | 8      | 1           | 0          |